# Warlord (musikalbum av Yung Lean)
Warlord är det andra studioalbumet av den svenska artisten Yung Lean. Albumet utgavs den 25 februari 2016 av YEAR0001. Låtarna i albumet producerades av Yung Sherman, Gud, Whitearmor och Mike Dean. I Deluxe Edition finns även producenterna ACEA och Woesum med.

## Låtlista
Alla låtar är skrivna och komponerade av Yung Lean. 
| Nr           | Titel                         | Producent(er)              | Längd |
| ------------ | ----------------------------- | -------------------------- | ----- |
| 1.           | Immortal                      | Gud                        | 2:27  |
| 2.           | Highway Patrol (feat. Bladee) | MIKE DEAN Gud Yung Sherman | 3:32  |
| 3.           | Fantasy (feat. Lil Flash)     | Karman Yung Sherman Gud    | 3:08  |
| 4.           | Afghanistan                   | Whitearmor Gud             | 2:47  |
| 5.           | Hoover                        | Gud                        | 2:40  |
| 6.           | Fire                          | Whitearmor                 | 3:08  |
| 7.           | Stay Down                     | Yung Sherman Gud           | 3:12  |
| 8.           | Eye Contact                   | Whitearmor                 | 3:41  |
| 9.           | More Stacks                   | MIKE DEAN Gud Yung Sherman | 3:23  |
| 10.          | Af1s (feat. Ecco2K)           | Yung Sherman Gud           | 3:40  |
| 11.          | Hocus Pocus (feat. Bladee)    | Yung Sherman Gud           | 3:31  |
| 12.          | Shawty U Know What I Do       | Whitearmor Yung Sherman    | 2:10  |
| 13.          | Miami Ultras                  | Yung Sherman Gud           | 4:23  |
| Total längd: | Total längd:                  | Total längd:               | 41:49 |

Alla låtar är skrivna och komponerade av Yung Lean. 
| 14.          | Sippin (feat. Mane Mane)                   | Acea Woesum       | 4:09  |
| 15.          | God Only Knows                             | Acea Woesum       | 4:00  |
| 16.          | How U Like Me Now? (feat. Thaiboy Digital) | Gud               | 4:00  |
| 17.          | Pear Fountain (feat Black Kray & Bladee)   | Acea Yung Sherman | 3:13  |
| 18.          | Stars Align                                | Yung Sherman      | 4:19  |
| 19.          | Shine                                      | Acea Woesum       | 4:51  |
| Total längd: | Total längd:                               | Total längd:      | 65:47 |